# أولريش دوق فورتمبيرغ
أولريش دوق فورتمبيرغ (8 فبراير 1487 - 6 نوفمبر 1550)؛ أصبح خليفة عمه إيبرهارد الثاني دوق فورتمبيرغ في عام 1498، أُعلن أنه بلغ سن الرشد في عام 1503، جعلته شخصيته المتقلبة سيئ السمعة، حيث أطلق عليه المؤرخون لقب "هنري الثامن الشوابي".

## السيرة الذاتية

### حياته المبكرة
وُلِد الدوق أولريش في 8 فبراير 1487 وتوفيت والدته عند ولادته، في حين والده هنري كونت فورتمبيرغ كان مختلًا عقليًا، على الأرجح نتيجة لسجنه لمدة ثلاث سنوات من قبل شارل الجريء دوق برغونية، ونُفي إلى قلعة هوهينوراخ في مقاطعة أوراخ.
خدم أولريش الملك الألماني ماكسيميليان الأول خلال حرب خلافة لاندسهوت عام 1504، وحصل على بعض الإضافات إلى فورتمبيرغ كمكافأة؛ وأيضا رافق ماكسيميليان أثناء رحلته غير المكتملة إلى روما عام 1508؛ وسار مع الجيش الإمبراطوري نحو فرنسا عام 1513، وفي الوقت نفسه أصبح أولريش غير محبوب للغاية في وطنه فورتمبيرغ، أدى بدخه وإسرافه إلى تراكم الديون، وانزعج رعيته من أساليبه القمعية في جمع الأموال، في عام 1514 اندلعت انتفاضة كونراد الفقير، ولم يتم قمعها إلا بعد أن قدم أولريش تنازلات مهمة للمُلاك في مقابل المساعدة المالية، وعلاوة على ذلك كانت علاقات الدوق مع الرابطة الشوابية سيئة للغاية، وسرعان ما جاءت المشاكل من جهة أخرى أيضًا.
في عام 1511 تزوج أولريش من سابينا ابنة ألبرت الرابع دوق بافاريا وابنة شقيقة الإمبراطور ماكسيميليان، وكان الزواج تعيساً للغاية، وبعد أن كوّن عاطفة تجاه زوجة فارس يُدعى هانس فون هوتن أحد أقارب أولريش فون هوتن، قتل الدوق هانس في عام 1515 أثناء مشاجرة، ولذلك انضم أصدقاء هوتن الآن إلى عناصر الساخطين، وبعد فرارها من زوجها، استطعت سابينا الحصول على دعم الإمبراطور وشقيقها فيلهلم الرابع دوق بافاريا، ووُضع أولريش تحت الحظر الإمبراطوري مرتين، وبعد وفاة خالها ماكسيميليان في يناير 1519، تدخلت الرابطة في الصراع، وأدى إلى طرد أولريش من فورتمبيرغ التي باعتها الرابطة بعد ذلك إلى كارل الخامس إمبراطور الروماني المقدس.

### في المنفى
أمضى أولريش حياته في سويسرا وفرنسا وألمانيا واشتغال بأعمال قطاع الطرق، ودخل في خدمة فرانسوا الأول ملك فرنسا، ولكنه لم يفقد أبدًا أمله في استعادة فورتمبيرغ، ومع حوالي عام 1523 أعلن اعتناقه للعقيدة الإصلاحية، جاءت فرصته مع اندلاع حرب الفلاحين، وبتظاهره بأنه صديق للطبقات الدنيا وتوقيع اسمه "أولريش الفلاح"، تم نسيان مظالمه السابقة وكان من المتوقع أن تكون عودته مرحب بها، وبعد جمع الرجال والمال بشكل رئيسي في فرنسا وسويسرا، غزا فورتمبيرغ في فبراير 1525، لكن السويسريين الذين كانوا في خدمته تم استدعاؤهم بعد هزيمة فرانسوا الأول في بافيا، ولم يتمكن الفلاحون من منحه أي دعم جاد، وفي غضون أسابيع قليلة أصبح فاراً مرة أخرى.
خلال فترة نفيه أقام أولريش علاقة صداقة مع فيليب الشهم لاندغراف هسن، وكانت عملية إعادته إلى العرش التي قام بها فيليب حدثًا ذا أهمية إلى حد ما في التاريخ السياسي للإصلاح، في عام 1526 أعلن فيليب أنه حريص على إعادة الدوق المنفي إلى العرش، وفي نفس الوقت تقريبًا أبدى فرانسوا الأول وزوينكلي استعدادهما للمساعدة في شن هجوم على آل هابسبورغ الحاكمة، ومع ذلك فقد واجه العديد من الصعوبات، ولم يكن فيليب مستعدًا للهجوم إلا في عام 1534.

### استعادة
في يناير من ذلك العام وعد فرانسوا الأول بتقديم المساعدة بشكل حاسم؛ وكانت الرابطة الشوابية قد حُلَّت للتو، وبعد إصدار أولريش وفيليب بيانًا يبرر التعهد المقترح، تعرضت فورتمبيرغ للغزو في أبريل 1534. لم يتمكن كارل الخامس وشقيقه الملك فرديناند الأول من إرسال سوى القليل من المساعدة إلى مساعديهم، وفي 13 مايو هُزمت قوات هابسبورغ تمامًا في معركة لاوفن، وفي غضون أسابيع قليلة أُعيد أولريش إلى منصبه، وفي يونيو 1534 تم التفاوض على معاهدة في كادن اعترف به الملك فرديناند باعتباره دوقًا، ولكن كان من المقرر أن يحتفظ بفورتمبيرغ تحت السيادة النمساوية، بعض التردد استسلم أولريش لطلبات فيليب، ووقع المعاهدة في فبراير 1535.
لم يضيع الدوق أي وقت الآن في الضغط على تعاليم العقائد الإصلاحية للوثر وزوينكلي، تم تدمير العديد من الأديرة، وشكلت عمليات الاستيلاء المكثفة على ممتلكات الكنيسة إضافة مرحب بها لخزانته الفقيرة (كان هذا الفعل متزامنًا تمامًا مع حل الأديرة المماثل الذي قام به الملك هنري الثامن ملك إنجلترا)؛ ومع ذلك كانت الضرائب باهظة لدرجة أنه سرعان ما فقد شعبيته المؤقتة، وفي أبريل 1536 انضم إلى الرابطة الشمالكالدية، على الرغم من أنه لم يوافق على بعض مخططات فيليب الهسني حول مهاجمة كارل الخامس، وفي عام 1546 قاتلت قواته ضد الإمبراطور خلال الحرب الدينية، وكانت بنتائج كارثية على فورتمبيرغ، سرعان ما اجتاح الغزو الدوقية، وأُجبر الدوق على الموافقة على معاهدة هايلبرون في يناير 1547، وبموجب هذه المعاهدة تجاهل كارل رغبة فرديناند في خلعه مرة أخرى، وسمح له بالاحتفاظ بدوقيته، ولكن اشترط عليه أن يدفع مبلغًا كبيرًا من المال، ويسلم بعض الحصون، ويظهر كمتوسل أمام الإمبراطور في أولم، وبعد أن خضع تحت الإكراه لاتفاقية أوغسبورغ المؤقتة في مايو 1548، توفي أولريش في 6 نوفمبر 1550 في توبنغن، حيث دُفن فيها، وترك ابنًا: كريستوف الذي خلفه.